# Guntown
Guntown est une ville américaine située dans le comté de Lee, dans l'État du Mississippi.
Selon le recensement de 2010, Guntown compte 2 083 habitants. La municipalité s'étend sur 4,67 milles carrés (12,1 km2).